# 2010 في كندا
فيما يلي قوائم الأحداث التي وقعت خلال عام 2010 في كندا.

## أحداث
- 12 فبراير – الألعاب الأولمبية الشتوية 2010
- 1 يناير – الألعاب البارالمبية الشتوية 2010

## سياسة

### تعيين في المنصب
- 1 ديسمبر – روب فورد عمدة تورونتو [الإنجليزية]‏.

## رياضة
- 13 يونيو – جائزة كندا الكبرى 2010 الفائز لويس هاملتون.
- 10 سبتمبر – جائزة كيبيك الكبرى للدراجات 2010 الفائزون توماس فوكلر، 2010 Garmin–Transitions season [الإنجليزية]‏، روبرت جاسنك، جاكوب فوجلسانج، إيدفالد بواسون هاغن.
- 10 سبتمبر – جائزة مونتريال الكبرى للدراجات 2010 الفائزون رايدر هيسجيدال، بيتر ساجان، روبرت جاسنك.

## أفلام
من الأفلام التي صدرت هذه السنة في كندا:
- 1 يناير – أميليا من إخراج ميرا ناير.
- 1 يناير – السيد لا أحد من إخراج جاكو فان دورميل.
- 1 يناير – القاتل بداخلي من إخراج مايكل وينتربوتوم.
- 1 يناير – القضية 39 من إخراج Christian Alvart [الإنجليزية]‏.
- 1 يناير – إف أي شود فول
- 1 يناير – إنك لا تحب الحقيقة: أربعة أيام داخل غوانتانامو من إخراج Patricio Henríquez [الإنجليزية]‏، Luc Côté [الإنجليزية]‏.
- 1 يناير – توكر وديل يواجهان الشر من إخراج إيلي كرايغ.
- 1 يناير – ريزدنت إيفل: الآخرة من إخراج بول أندرسون.
- 1 يناير – هابل من إخراج توني مايرز.
- 1 يناير – وزن سلاسل من إخراج Boris Malagurski [الإنجليزية]‏.
- 19 مارس – المستردون من إخراج ميغيل سابوجنيك.
- 6 أكتوبر – سبلايس من إخراج فينتشنزو ناتالي.

## برامج ومسلسلات وأنمي
- ماني الحرفاني
- كارل وكارل

## موسيقى

### أغاني
من الأغاني التي صدرت هذه السنة في كندا:
- 18 يناير – بيبي من غناء جاستن بيبر.
- 26 أكتوبر – واتز ماي نايم؟ من غناء دريك.

## وفيات

### فبراير
- 18 فبراير – جون بابكوك (مواليد 1900) كهربائي كندي.[1]

### مايو
- 10 مايو – روبرت سولتر (مواليد 1924)

### أغسطس
- 30 أغسطس – بيتر كينيدي (مواليد 1943) عالم اقتصاد كندي.[2]

### سبتمبر
- 28 سبتمبر – هارولد وليامز (مواليد 1934) جيولوجي كندي.

### نوفمبر
- 28 نوفمبر – ليسلي نيلسن (مواليد 1926) ممثل كندي.[3]